# IronBike
L'IronBike és una prova per etapes de ciclisme de muntanya d'ultradistància i muntanyisme per a aficionats als Alps Marítims italians, organitzada des de l'any 1993 i considerada pels especialistes com «la cursa per etapes més dura i més bella del món».
L'IronBike té l'eixida i arribada a meta a Limon, al Piamont italià, se celebra a finals de juliol sobre una distància de 700 km i un desnivell de 26.000 metres al llarg de huit dies, al voltant de 100 km i 4.000 metres d'ascensió per dia. A més del desnivell, la dificultat de la prova radica en les grans muntanyes a assolir (Mont Chaberton de 3.131 msnm, Mont Bellino de 2.942 msnm), els camins i sendes tècniques del recorregut, la meteorologia i la puntuació en las classificacions. L'exigència de la prova fa que sols el 50% dels participants acaben la prova.

## Palmarés[4]
| Any  | Categoria masculina    | País          | Categoria femenina    | País         |
| 2019 |                        |               |                       |              |
| 2018 | Ramos Milton           | Hondures      | Elena Novikova        | Ucraïna      |
| 2017 | Ramos Milton           | Hondures      | Aurelie Grosse        | França       |
| 2016 | Ramos Milton           | Hondures      | Amy Beth Mc Dougall   | Sud-àfrica   |
| 2015 | Ramos Milton           | Hondures      | Mireille Montminy     | Canadà       |
| 2014 | Ramos Milton           | Hondures      | Liesbeth Hessens      | Bèlgica      |
| 2013 | Fojtik Ondrej          | Txèquia       | Cap dona classificada |              |
| 2012 | Fojtik Ondrej          | Txèquia       | Rickie Cotter         | Regne Unit   |
| 2011 | Ramos Milton           | Hondures      | Louise Kobin          | Estats Units |
| 2010 | Ventura Sanchez Ismael | Espanya       | Núria Lauco Martinez  | Espanya      |
| 2009 | Luca Rostagno          | Itàlia        | Louise Kobin          | Estats Units |
| 2008 | Sibl Radoslav          | Txèquia       | Louise Kobin          | Estats Units |
| 2007 | Sibl Radoslav          | Txèquia       | Sandra Klomp          | Itàlia       |
| 2006 | Sibl Radoslav          | Txèquia       | Sandra Klomp          | Itàlia       |
| 2005 | Sibl Radoslav          | Txèquia       | Sandra Klomp          | Itàlia       |
| 2004 | Fojtik Ondrej          | Txèquia       | Sandra Klomp          | Itàlia       |
| 2003 | Fojtik Ondrej          | Txèquia       | Sandra Klomp          | Itàlia       |
| 2002 | Fojtik Ondrej          | Txèquia       | Sara Marino           | Itàlia       |
| 2001 | Huib De Roo            | Països Baixos | Teresa Costa Sala     | Espanya      |
| 2000 | Serra Vittorio         | Itàlia        | Teresa Costa Sala     | Espanya      |
| 1999 | Deho Marzio            | Itàlia        | Janet Puiggross       | Espanya      |
| 1998 | Desderi Danilo         | Itàlia        | Sandra Klomp          | Itàlia       |
| 1997 | Niederkofler Andreas   | Itàlia        | Valentina Bottarelli  | Itàlia       |
| 1996 | Desderi Danilo         | Itàlia        | Valentina Gerassimova | Rússia       |
| 1995 | Desderi Danilo         | Itàlia        | Marcellina Dossi      | Itàlia       |
| 1994 | Desderi Danilo         | Itàlia        | Cristina Clerico      | Itàlia       |